# Byrne Piven
Byrne Piven (* 24. September 1929 in Scranton, Pennsylvania; † 18. Februar 2002 in Evanston, Illinois), geboren als Bernard Piven, war ein US-amerikanischer Regisseur und Schauspieler. Er war Mitbegründer des Playwrights Theatre Club, des Vorläufers der heutigen „The Second City“-Theatergruppe in Chicago.

## Leben
Piven war das jüngste von drei Kindern von Katie Balaban und Samuel Piven, die ukrainisch-jüdische Einwanderer waren.
Sein Bruder Herman Piven (* 1925), der eine Zeit lang mit der kanadischen Wissenschaftlerin Frances Fox Piven verheiratet war, ist emeritierter Kriminologieprofessor. Sein ältester Bruder, Sergant Jerome Piven (1921–1944), fiel während des Zweiten Weltkriegs im Alter von 23 Jahren in Luxemburg. Er hatte außerdem eine Schwester namens Miriam. 1954 lernte er Joyce Adrion Hiller Goldstein (* 1930) an der University of Chicago kennen und heiratete sie im selben Jahr; sie waren bis zu seinem Tod verheiratet. Sein Sohn ist der Schauspieler Jeremy Samuel Piven, seine Tochter ist die Regisseurin Shira Piven.
Piven starb im Alter von 72 Jahren im St. Francis Hospital von Evanston an Lungenkrebs und fand auf dem Memorial Park Cemetery in Skokie seine letzte Ruhe.

## Karriere
Zusammen mit Paul Sills und David Shepard gehörten Joyce und Byrne Piven zu den Gründungsmitgliedern des Playwrights Theatre Club, in dem angehende Stars wie Mike Nichols, Elaine May, Ed Asner und Barbara Harris auftraten.
Im Jahr 1955 verließ das Paar Chicago, um in New York zu arbeiten und bei Uta Hagen zu studieren. Piven spielte die Hauptrollen in mehreren „New York Shakespeare Festival“-Produktionen und war Teil der mit dem Obie Award gekrönten Besetzung von Louis A. Lippas A House Remembered. Es folgten zahlreiche Auftritte in Broadway- und Off-Broadway-Produktionen. 1967 kehrten sie nach Chicago zurück, um gemeinsam mit Paul Sills, Sheldon Patinkin, Bernie Sahlins und Joyce Sloane die Second City Repertory Company im alten Harper Theater im Stadtteil Hyde Park und später das Story Theatre zu gründen. Piven lehrte zu dieser Zeit auch Schauspiel und Improvisation an der Northwestern University.
1972 gründeten er und seine Frau den Piven Theatre Workshop, zu dessen Absolventen die eigenen Kinder, aber auch John, Joan und Ann Cusack, Lili Taylor und Aidan Quinn gehörten.
Piven war der Ersatz für Louis Hayward (König Arthur) sowie für Christopher Carey (Mordred) während der nationalen Tournee von Camelot. In der Produktion spielten auch Arthur Treacher (Pellinore) und Kathryn Grayson (Guenevere), bevor diese durch Jan Moody ersetzt wurde. Zu Pivens weiteren Produktionen zählen The Man in 605, die Piven Theatre Workshop/Famous Door-Produktion von The Shoemakers, unter der Regie von Shira Piven, Victory Gardens Produktion von The Value of Names mit Shelley Berman, This Old Man Came Rolling Home, The Sunshine Boys am National Jewish Theatre und Bob Falls’ Adaption von Hamlet (mit Pivens damaligem Schüler Aidan Quinn in der Hauptrolle). Er war auch in der Rolle des Königs in King Lear zu sehen und verkörperte Macbeth an der Seite seiner Frau, die Lady Macbeth spielte.
Neben der Arbeit auf der Bühne hatte Piven ab Ende der 1970er Jahre Gastauftritte in Filmen und zahlreichen Fernsehserien; zuletzt 2001 in dem Film Madison. Piven spielte auch die Rolle des Flussboot-Kapitäns in der Uncle Ben’s-Reis-Werbung in den 1970er Jahren.
Im deutschen Sprachraum wurde Piven unter anderem von Helmut Ahner, Alexander Allerson, Friedrich W. Bauschulte, Manfred Erdmann, Roland Hemmo, Alexander Herzog, Gerd Holtenau, Joachim Kerzel, Karl-Heinz Krolzyk, Horst Lampe, Friedhelm Ptok, Manfred Rahn, Friedrich Schoenfelder, Manfred Steffen und Hans Teuscher synchronisiert.

## Filmografie (Auswahl)

### Film
- 1965: The Double-Barrelled Detective Story
- 1981: Chicago Story (Fernseh-Pilotfilm)
- 1982: Nixons rechte Hand – Der Fall G. Gordon Liddy (Will: G. Gordon Liddy; Fernsehfilm)
- 1982: Adams House (Fernsehfilm)
- 1985: Born to Kill (Fernsehfilm)
- 1985: Creator – Der Professor und die Sünde
- 1986: Schatzsuche in den Tiefen des Atlantiks (Dreams of Gold: The Mel Fisher Story; Fernsehfilm)
- 1987: Die Jugend des Magiers
- 1987: Tödlicher Verrat (Desperate; Fernsehfilm)
- 1990: Abgründe des Lebens (Unspeakable Acts; Fernsehfilm)
- 1991: Ari & Sam
- 1992: Bad Fellows (Mario and the Mob; auch: Liebling, wie werden wir die Kinder los?; Fernsehfilm)
- 1994: Das Wunder von Manhattan
- 1995: Lover’s Knot – Eine Liebe mit Hindernissen (Lover’s Knot)
- 1996: E=mc2 (Wavelength)
- 1997: No Night Stand
- 1998: Very Bad Things
- 1998: Temporary Girl
- 1999: Reiter auf verbrannter Erde (Fernsehfilm)
- 1999: Being John Malkovich
- 2000: Shadow of the Blair Witch (Fernsehfilm)
- 2001: Madison

### Fernsehen
- 1978: Erwachendes Land (The Awakening Land; Miniserie)
- 1979: The Duke (Miniserie)
- 1983: Der Junge vom anderen Stern (The Powers of Matthew Star)
- 1986: Miami Vice
- 1986: Jack and Mike
- 1986: Das A-Team
- 1987: Magnum
- 1987: Hunter
- 1987: Disney-Land
- 1987: Der Werwolf kehrt zurück (Werewolf)
- 1989: Zurück in die Vergangenheit
- 1990: L.A. Law – Staranwälte, Tricks, Prozesse
- 1991: Die Fälle der Rosie O’Neill (The Trials of Rosie O’Neill)
- 1993: Missing Persons
- 1993–1994: Die Unbestechlichen (The Untouchables)
- 1995: Biography (Dokumentation; Andrew Jackson)
- 1996: Frasier
- 1996: Pandora’s Clock – Killerviren an Bord der 747 (Doomsday Virus; Miniserie)
- 1996: Akte X – Die unheimlichen Fälle des FBI
- 1997: Hör mal, wer da hämmert
- 1998: Amor – Mitten ins Herz (Cupid)
- 1998: Born Free
- 1999: Allein gegen die Zukunft
- 2000: Strong Medicine: Zwei Ärztinnen wie Feuer und Eis

## Theater (Auswahl)
- 1956: Bertolt Brechts „The Good Woman Of Setzuan“ (Phoenix Theatre, Broadway, New York City)
- 1957: Louis A. Lippas „A House Remembered“[11] (Actor’s Playhouse, New York City)
- 1958: Jean Cocteaus „The Infernal Machine“ (Phoenix Theatre, Broadway, New York City)
- 1960: Arthur Laurents „West Side Story“ (Paper Mill Playhouse, Millburn)
- 1965: Herman Melvilles „Billy Budd“ (The Arena Stage Theatre, Washington D.C.)
- 1973: Richard Cusacks „The Night They Shot Harry Lindsey with a 155 MM Howitzer and Blamed It On The Zebras“[18] (Body Politic Theater, Chicago)
- 1975: Eugene O’Neills „Beyond The Horizon“ (St. Nicholas Theater Company, Chicago)
- 1979–1980: „The Man in 605“[14] (Performance Community/Piven Theatre Workshop, Chicago; Lucille Lortel Theatre, New York City)
- 1985: William Shakespeares „Hamlet“ (Wisdom Bridge Theatre, Chicago)

## Auszeichnungen
Piven wurde – teilweise zusammen mit seiner Frau Joyce – mit verschiedenen Auszeichnungen bedacht. So wurde Piven 1979 mit dem Joseph-Jefferson-Preis als Hauptdarsteller von Alan Gross’ Theaterstück The Man in 605 in Chicago ausgezeichnet.
Im Jahr 1996 wurde das Paar in der Rubrik „Artists of the Year“ durch die Chicago Tribune honoriert. Sie erhielten für ihre Jugendarbeit den „Evanston Arts Council Youth and Education Award“ und den „Evanston Mayor’s Award“ for the Arts. Die University of Chicago verlieh den „Glorious Gargoyle Award“ für ihren lebenslangen Einsatz für das Theater („Lifetime Achievement in the Theatre“). Zudem wurden beide mit dem „Chicago Drama League’s Crystal Award“ und dem renommierten „Joseph Jefferson Lifetime Achievement Award“ ausgezeichnet.